# Отня (приток Мсты)
Отня — река в России, протекает по Любытинскому району Новгородской области. Устье реки находится в 214 км по правому берегу реки Мста. Длина реки составляет 35 км, площадь водосборного бассейна 317 км².
В 8,8 км от устья, по левому берегу реки впадает река Радуля. В 4,5 км от устья, по левому берегу реки впадает река Ключенка.
Река протекает через Любытинское сельское поселение.

## Данные водного реестра
По данным государственного водного реестра России относится к Балтийскому бассейновому округу, водохозяйственный участок реки — Мста без р. Шлина от истока до Вышневолоцкого, речной подбассейн реки — Волхов. Относится к речному бассейну реки Нева (включая бассейны рек Онежского и Ладожского озера).
Код объекта в государственном водном реестре — 01040200212102000021176.